# 郭彦
郭彦（？—569年），太原郡阳曲县（今山西省阳曲县西南）人，南北朝西魏、北周军事人物、政治人物，郭胤的儿子。
宇文泰进入雍州后，郭彦被征召担任西曹书佐，不久后被任命为开府仪同主簿，又转任司空记室、太尉府属，后担任虞部郎中。546年，他被任命为帅都督、持节、平东将军，封为龙门县子。之后晋升为大都督，转任车骑大将军、仪同三司、司农卿。岷州羌族首领傍乞铁忽与郑五丑等人反叛西魏时，郭彦在宇文贵麾下参与平定叛乱。554年，被任命为兵部尚书，跟随于谨南征，攻打江陵，晋升为骠骑大将军、开府仪同三司，爵位升为龙门县伯。556年，朝廷设立六官制度，他被授予民部中大夫一职。557年，北周建立后，郭彦出任澧州刺史。他鼓励少数民族从事农耕，禁止游猎，使澧州的粮仓得以充实。当时，北齐南安城主冯显暗中派使者向北周表达投降之意，但冯显的部下对此并不知情。宇文贵派郭彦率领军队应对此事。冯显奉命运送粮食，率领部下南下，郭彦在途中拦截，冯显趁机脱身前来投降，但其部下不肯归顺并进行抵抗，郭彦出兵讨伐并将其俘虏。南安城因此失去防备，郭彦率军前去袭击。此前，冯显的外兵参军邹绍已被郭彦俘虏，郭彦让他充当向导。郭彦的军队夜间抵达南安城下后，让邹绍欺骗守城士兵说冯显回来了，守城士兵打开城门，郭彦率军入城，占领了南安城。此次战役共俘虏三千多人，因功郭彦的爵位晋升为怀德县公。不久后，他担任东道大使，巡察民间风俗，后任蒲州总管府长史，被召回朝廷担任工部中大夫。564年，宇文护讨伐北齐时，郭彦在尉迟迥麾下攻打洛阳。尉迟迥派郭彦和权景宣向南方的汝颍进军，攻打豫州，降服了刺史王士良，郭彦随即率军驻守豫州。不久后，北周军队从洛阳撤退，郭彦也放弃了豫州。纯州刺史樊舍去世后，当地局势动荡，郭彦被派去安抚纯州官民，恢复了当地的治安。566年，郭彦被任命为益州总管府长史，后转任陇右总管府长史。569年，在任上去世，被追赠小司空、宜敷丹三州刺史。